# ふくおか新発見
『ふくおか新発見』（ふくおかしんはっけん）は、福岡放送で2013年4月から2年にわたり放送された福岡県の行政広報番組である。

## 概要
福岡県は、行財政改革の一環として2013年度にテレビの広報番組を抜本的に見直し、その際RKB毎日放送とTVQ九州放送が枠を失い、引き換えに九州朝日放送と福岡放送が枠を得た。また、県がインターネットサイトでの情報発信を強化する目的で著作権関係者を整理。新たに始めた3番組は全て唯一枠を維持できたテレビ西日本の子会社・ビデオステーション・キュー (VSQ) が一括して制作し、各テレビ局は放送するだけとなった。
この番組の特徴は、リポーターを福岡県内の大学に留学している外国人が務めていることである。外国人の視点から福岡県の諸々をPRしてもらおうという企画のもと誕生した番組である。
官公庁契約に関する法制見直しもあり、放送期間は当初から2年と設定され、2015年3月で終了。この枠はTVQ九州放送へ移り、リポーターを福岡で“働いて住んでいる”外国人に切り替え、『ハロー!ふくおか県』として再出発する。
企画
福岡県（担当：総務部県民情報広報課）
制作
ビデオステーション・キュー
ナレーション
不明
放送日時と媒体
福岡放送：土曜 16:55 - 17:00

## 放送リスト
当月の放送予定は、県庁のサイトで紹介される。
| 2013年度上半期 | 2013年度上半期 | 2013年度上半期                                         | 2013年度上半期                             | 2013年度上半期                          |
| 回             | 放送日         | サブタイトル                                           | 取材地                                     | リポーターの性別・国籍等                |
| -------------- | -------------- | ------------------------------------------------------ | ------------------------------------------ | --------------------------------------- |
| 01             | 2013年04月06日 | 新番組スタート!〜ふくおか新発見〜                      | 福岡県留学生サポートセンター               | 男性（ インド、初出）                   |
| 01             | 2013年04月06日 | 新番組スタート!〜ふくおか新発見〜                      | 福岡県留学生サポートセンター               | 女性（ ベトナム1号、初出）              |
| 02             | 2013年04月13日 | 材料研究のスペシャリスト〜化学繊維研究所〜             | 福岡県工業技術センター化学繊維研究所       | 男性（ チェコ、初出）                   |
| 03             | 2013年04月20日 | 次代を担う青少年を育てよう〜青少年アンビシャス運動〜   | 久留米市立小森野小学校区                   | 男性（ ネパール、初出）                 |
| 04             | 2013年04月27日 | 企業トップが働くパパ・ママを応援〜子育て応援宣言企業〜 | 拓新産業（福岡市）                         | 女性（ 中国、初出）                     |
| 05             | 2013年05月04日 | ヤマの歴史をたどる〜山本作兵衛の炭坑記録画〜           | 田川市石炭・歴史博物館                     | 男性（ インド）                         |
| 06             | 2013年05月11日 | 暮らしを支える大切な税〜自動車税〜                     | 福岡県庁舎（対応：総務部税務課）           | 男性（ 韓国、初出）                     |
| 07             | 2013年05月18日 | 美しい海岸を守ろう〜松枯れ被害対策〜                   | 福岡市西区生の松原                         | 男性（ ネパール）                       |
| 08             | 2013年05月25日 | 健康チェックから始めよう〜健康ポータルサイト〜         |                                            | 男性（ チェコ）                         |
| 09             | 2013年06月01日 | 芸術文化の交流拠点誕生!〜九州芸文館〜                  | 筑後広域公園芸術文化交流施設「九州芸文館」 | 女性（ 中国）                           |
| 10             | 2013年06月08日 | 正しく予防を〜食中毒対策〜                             | 福岡県保健環境研究所                       | 女性（ ベトナム1号）                    |
| 11             | 2013年06月15日 | 福岡の伝統工芸シリーズ(1)〜英彦山がらがら〜            | 田川郡添田町                               | 男性（ インド）                         |
| 12             | 2013年06月22日 | 活躍したい高齢者を応援〜福岡県70歳現役応援センター〜   | 福岡県70歳現役応援センター                 | 男性（ 韓国）                           |
| 13             | 2013年06月29日 | 循環型社会を目指して〜レアアースリサイクル〜           | ジェイ・リライツ（北九州市若松区）         | 女性（ ベトナム1号）                    |
| 14             | 2013年07月06日 | 歯切れよく、うま味広がる〜はかた地どり〜               | 久留米市                                   | 男性（ インド）                         |
| 15             | 2013年07月13日 | 福岡の伝統工芸シリーズ(2)〜八女手すき和紙〜            | 八女市                                     | 男性（ ネパール）                       |
| 16             | 2013年07月20日 | 検針票を見てみよう!〜夏の省エネ・節電県民運動〜        |                                            | 女性（ 中国・新疆ウイグル自治区、初出） |
| 17             | 2013年07月27日 | 福岡での就職を支援〜就職情報交換会〜                   |                                            | 女性（ ベトナム1号）                    |
| 18             | 2013年08月03日 | 限りある資源を大切に〜水の週間〜                       | 筑後川水系                                 | 男性（ チェコ）                         |
| 19             | 2013年08月10日 | やってみよう!生ごみ堆肥づくり〜ダンボールコンポスト〜  |                                            | 男性（ チェコ）                         |
| 20             | 2013年08月17日 | 歴史（とき）の宝石箱〜九州歴史資料館〜                 | 福岡県立九州歴史資料館                     | 女性（ 中国）                           |
| 21             | 2013年08月24日 | 絶対しない!させない!許さない!〜飲酒運転撲滅宣言〜      |                                            | 男性（ インド）                         |
| 22             | 2013年08月31日 | 甘い、ジューシー、柔らかい〜いちじく“とよみつひめ”〜   | 朝倉市                                     | 女性（ 中国・新疆ウイグル自治区）       |
| 23             | 2013年09月07日 | 視覚障害者の読書を支える〜点字図書館〜                 | 福岡点字図書館（春日市）                   | 男性（ 韓国）                           |
| 24             | 2013年09月14日 | いつまでもはつらつと〜高齢者スポーツ・文化活動〜       | 福津市                                     | 女性（ 中国）                           |
| 25             | 2013年09月21日 | 未来へ羽ばたけ!〜田川飛翔塾〜                          | 英彦山青年の家                             | 男性（ ネパール）                       |

| 2013年度下半期 | 2013年度下半期              | 2013年度下半期                                          | 2013年度下半期                                      | 2013年度下半期                          |
| 回             | 放送日                      | サブタイトル                                            | 取材地                                              | リポーターの性別・国籍等                |
| -------------- | --------------------------- | ------------------------------------------------------- | --------------------------------------------------- | --------------------------------------- |
| 26             | 2013年09月28日              | 福岡の伝統工芸シリーズ(3)〜大川組子〜                   | 大川市                                              | 女性（ カザフスタン、初出）             |
| 27             | 2013年10月05日              | 風景にきづく 景観をきずく〜美しいまちづくり〜           | 矢部川流域                                          | 男性（ ナイジェリア、初出）             |
| 28             | 2013年10月12日              | 善意と勇気が命をつなぐ〜骨髄バンク〜                    | 日本赤十字社献血ルームおっしょい博多                | 女性（ ベトナム2号、初出）              |
| 29             | 2013年10月19日              | 地域を見守る安心の光〜青パト活動〜                      | 福岡市立西高宮小学校区                              | 女性（ インドネシア、初出）             |
| 30             | 2013年10月26日              | 伝統文化の魅力を発信〜京築神楽〜                        | 上毛町唐原地区                                      | 男性（ オランダ、初出）                 |
| 31             | 2013年11月02日              | ルーツは福岡 夢は世界へ〜海外福岡県人会世界大会〜       |                                                     | 男性（ 中国、初出）                     |
| 32             | 2013年11月09日              | 歯は一生のパートナー〜訪問歯科診療                      |                                                     | 男性（ オランダ）                       |
| 33             | 2013年11月16日              | 柔らかくてジューシー〜博多和牛〜                        | 福岡市西区                                          | 男性（ タイ、初出）                     |
| 34             | 2013年11月23日              | 捨てるのは「もったいない」!〜九州まちの修理屋さん〜     | 福岡市中央区内の時計店                              | 男性（ インドネシア、初出）             |
| 35             | 2013年11月30日              | 地域の身近な相談役〜民生委員〜                          | 遠賀郡水巻町                                        | 女性（ ベトナム2号）                    |
| 36             | 2013年12月07日              | ポップカルチャーを世界に発信〜アジアンビート〜          |                                                     | 男性（ 韓国、再任）                     |
| 37             | 2013年12月14日              | 安心できる水質環境を〜下水道事業〜                      | （公財）福岡県下水道管理センター 御笠川浄化センター | 男性（ オランダ）                       |
| 38             | 2013年12月21日              | 福岡の伝統工芸シリーズ(4)〜浮羽棕櫚箒（しゅろほうき）〜 | うきは市                                            | 女性（ 中国・新疆ウイグル自治区、再任） |
| 39             | 2013年12月28日              | アジアの環境改善に貢献〜国際環境人材育成研修〜          | 福岡市西部（中田）埋立場（西区）                    | 男性（ タイ）                           |
| 40             | 2014年01月05日 14:00〜14:05 | 小川知事 新年のごあいさつ                               |                                                     | 小川洋（福岡県知事）                    |
| 41             | 2014年01月11日              | 本との楽しい出会い〜小学生読書リーダー養成講座〜        | カルタックスおおむた（大牟田市）                    | 女性（ 中国、再任）                     |
| 42             | 2014年01月18日              | 地元企業の取引拡大をサポート〜自動車産業アドバイザー〜  |                                                     | 男性（ インド、再任）                   |
| 43             | 2014年01月25日              | 豊かな明日を築くための記録〜福岡共同公文書館〜          | 福岡共同公文書館（筑紫野市）                        | 女性（ インドネシア）                   |
| 44             | 2014年02月01日              | あなたにもできる救命処置〜AEDの使い方〜                 | 糟屋保健福祉事務所                                  | 女性（ カザフスタン）                   |
| 45             | 2014年02月08日              | 現場の知恵を集めました〜農家のコスト低減技術〜          |                                                     | 男性（ 韓国）                           |
| 46             | 2014年02月15日              | 心のトキメキをあなたに〜福岡の「ファッション力」〜      | 福岡市                                              | 女性（ ベトナム2号）                    |
| 47             | 2014年02月22日              | 福岡の伝統工芸シリーズ(5)〜博多織〜                     | 博多織会館（福岡市）                                | 女性（ カザフスタン）                   |
| 48             | 2014年03月01日              | 高齢化社会の切り札!〜介護ロボット〜                     | 北九州市で開かれた 「医療・介護ロボットセミナー」   | 男性（ インドネシア）                   |
| 49             | 2014年03月08日              | 地域の安全を守る〜福岡の消防団〜                        | 嘉麻市消防団合同訓練                                | 男性（ ナイジェリア）                   |
| 50             | 2014年03月15日              | 福岡の伝統工芸シリーズ(6)〜博多曲物（まげもの）〜       | 福岡市東区の曲物店                                  | 男性（ 中国）                           |
| 51             | 2014年03月22日              | 宇宙につながれ!君の夢〜若田宇宙飛行士と交信〜           | 九州大学箱崎キャンパス                              | 女性（ ベトナム1号、再任）              |
| 52             | 2014年03月29日 14:55〜15:00 | 紹介します!可能性を秘めた企業〜ビッグマーケット2014〜   | ビッグマーケット2014会場 （福岡国際センター）       | 男性（ ナイジェリア）                   |

| 2014年度上半期 | 2014年度上半期 | 2014年度上半期                                               | 2014年度上半期                                                  | 2014年度上半期                          |
| 回             | 放送日         | サブタイトル                                                 | 取材地                                                          | リポーターの性別・国籍等                |
| -------------- | -------------- | ------------------------------------------------------------ | --------------------------------------------------------------- | --------------------------------------- |
| 53             | 2014年04月05日 | 外国からのお客様をおもてなし!〜特区ガイド育成〜              | 九州アジア観光アイランド総合特区 ガイド育成現場に同行取材       | 男性（ 中国、再任）                     |
| 54             | 2014年04月12日 | 地域の農林水産物を使った商品づくり!〜6次産業化〜             | 北九州市小倉南区、 三潴郡大木町                                 | 男性（ タイ、再任）                     |
| 55             | 2014年04月19日 | 「はたらく」って何だろう?〜インターンシップ〜                | 某ネット関連企業（福岡市中央区）                                | 男性（ チェコ、再任）                   |
| 56             | 2014年04月26日 | 福岡の伝統工芸シリーズ(7)〜小石原焼〜                        | 朝倉郡東峰村                                                    | 男性（ インド、再任）                   |
| 57             | 2014年05月03日 | 豊かな自然と深い歴史を味わう〜九州オルレ 宗像・大島コース〜  | 宗像市旧大島村                                                  | 男性（ 韓国、再任）                     |
| 58             | 2014年05月10日 | おいしい魚の王様〜福岡のマダイ〜                             | 西浦漁港（福岡市西区）                                          | 男性（ チェコ）                         |
| 59             | 2014年05月17日 | アジアの貿易拠点を目指して〜三池港〜                         | 三池港（大牟田市）                                              | 女性（ 中国、再任）                     |
| 60             | 2014年05月24日 | いい色 いい味 いい香り〜八女茶〜                             | 八女茶手もみ競技大会会場 （福岡県農林業総合試験場八女分場）     | 男性（ オランダ、再任）                 |
| 61             | 2014年05月31日 | 働く世代を守る〜がん検診推進〜                               | 某建設会社（久留米市）                                          | 女性（ 中国）                           |
| 62             | 2014年06月07日 | 災害に強く、環境に優しく〜グリーンニューディール基金事業〜   | 赤村立赤小学校                                                  | 女性（ ベトナム2号、再任）              |
| 63             | 2014年06月14日 | 企業の省エネ対策!〜エコ事業所〜                              | 福岡市東区の企業                                                | 男性（ 韓国）                           |
| 64             | 2014年06月21日 | 福岡の伝統工芸シリーズ〜其の十一 博多人形〜                  | 「博多町屋」ふるさと館                                          | 女性（ ベトナム2号）                    |
| 65             | 2014年06月28日 | みんなの力で川をきれいに〜河川愛護活動〜                     | 御笠川流域（福岡市博多区）                                      | 男性（ ナイジェリア、再任）             |
| 66             | 2014年07月05日 | 透明な身と、コリコリした歯応え〜ヤリイカ「一本槍」〜         | 鐘崎漁港（宗像市）                                              | 男性（ オランダ）                       |
| 67             | 2014年07月12日 | 福岡発こだわりのデザイン商品〜福岡デザインステージD12〜      | 博多リバレイン                                                  | 女性（ 中国・新疆ウイグル自治区、再任） |
| 68             | 2014年07月19日 | 若者の就活を応援します!〜わかものジョブプラザ・福岡〜        | エルガーラ東館                                                  | 男性（ ネパール、再任）                 |
| 69             | 2014年07月26日 | 心をこめて届けます〜まごころ製品〜                           | 県内の障碍者施設など                                            | 女性（ カザフスタン、再任）             |
| 70             | 2014年08月02日 | 保育士資格生かしてみませんか?〜保育士就職支援センター〜      | 某保育所（筑紫郡那珂川町）、 県保育士就職支援センター（春日市） | 女性（ 中国）                           |
| 71             | 2014年08月09日 | 森が元気になるために〜福岡の森の木になる紙〜                 | 某山林、西日本チップセンター （ともに糟屋郡久山町）             | 男性（ チェコ）                         |
| 72             | 2014年08月16日 | 地球の生態系を守る〜福岡県の希少野生生物〜                   | 海ノ中道海浜公園                                                | 男性（ 中国）                           |
| 73             | 2014年08月23日 | 3Rを学ぼう!〜夏休み親子リサイクル探検隊〜                    | 副題イベントのバスツアーに同行                                  | 男性（ インド）                         |
| 74             | 2014年08月30日 | 誰もがスポーツを楽しめる環境を〜障害者スポーツ活性化事業〜   | 「スマイルスポーツフェスタ」会場 （築上町椎田体育館）           | 女性（ カザフスタン）                   |
| 75             | 2014年09月06日 | 女性が活躍できる社会の実現に向けて〜ふくおか女性いきいき塾〜 | 「ふくおか女性いきいき塾」会場                                  | 女性（ ベトナム2号）                    |
| 76             | 2014年09月13日 | 安全・安心な暮らしを守る〜五ケ山ダム〜                       | 筑紫郡那珂川町                                                  | 男性（ ポーランド、初出）               |
| 77             | 2014年09月20日 | 京築の恵みを全国へ。世界へ。〜「京築セレクト」誕生!〜        | 築上郡上毛町の醤油醸造元ほか                                    | 男性（ チェコ）                         |
| 78             | 2014年09月27日 | エネルギーを無駄なく利用〜コージェネレーションシステム〜     | 福岡市内の内科医療機関                                          | 女性（ インドネシア、再任）             |

| 2014年度下半期 | 2014年度下半期              | 2014年度下半期                                                        | 2014年度下半期                                                       | 2014年度下半期                          |
| 回             | 放送日                      | サブタイトル                                                          | 取材地                                                               | リポーターの性別・国籍等                |
| -------------- | --------------------------- | --------------------------------------------------------------------- | -------------------------------------------------------------------- | --------------------------------------- |
| 79             | 2014年10月04日              | 田川地域の魅力を体験!〜あったがわの旅〜                               | 田川郡添田町                                                         | 男性（ 中国、再任）                     |
| 80             | 2014年10月11日              | コラーゲンが豊富〜カナトフグ〜                                        | 「第3回福ふく祭り」会場 （ベイサイドプレイス博多）                   | 女性（ 中国、再任）                     |
| 81             | 2014年10月18日              | 知的障害者のスポーツの祭典〜スペシャルオリンピックス2014福岡〜        | 西新パレスボウル （福岡市早良区）                                    | 男性（ ネパール、再任）                 |
| 82             | 2014年10月25日              | 科学の不思議を体験しよう!〜フクオカ・サイエンスマンス〜               |                                                                      | 女性（ 中国・新疆ウイグル自治区、再任） |
| 83             | 2014年11月01日              | 子育て家族を応援!〜ふくおかみんなで家族月間〜                         | 北九州市立子どもの館（コムシティ7階）                                | 女性（ インドネシア、再任）             |
| 84             | 2014年11月08日              | 福岡のラーメンをもっとおいしくする〜ラー麦〜                          | - 久留米市内のラーメン店 - 福岡市内のラーメン屋台                    | 男性（ インド、再任）                   |
| 85             | 2014年11月15日              | 優れたデザインで売れる商品を〜福岡デザインアワード〜                  | 第16回の表彰式会場                                                   | 男性（ 中国）                           |
| 86             | 2014年11月22日              | 共感できる活動あります!〜NPOへの活動支援〜                            | 八女市黒木町                                                         | 男性（ ポーランド、再任）               |
| 87             | 2014年11月29日              | 地域全体で助け合いを〜災害時の避難支援〜                              | 築上郡上毛町下唐原東区                                               | 女性（ カザフスタン、再任）             |
| 88             | 2014年12月06日              | 絶対しない、させない、許さない〜飲酒運転撲滅〜                        | 北九州市門司区大里地区の飲食店 ほか                                  | 男性（ チェコ、再任）                   |
| 89             | 2014年12月13日              | ビジネスがつなぐ福岡とアジア〜アジア中小企業経営者交流プログラム〜    | 古賀市内の企業                                                       | 女性（ インドネシア）                   |
| 90             | 2014年12月20日              | 女子から始まる新しい農業のカタチ〜女性農業者の大活躍大会〜            | 大会会場 （春日市のクローバープラザ）                                | 女性（ 中国）                           |
| 91             | 2014年12月27日              | 愛情をこめておもてなし〜「福岡のおいしい幸せ」大晩餐会〜              | イベント会場 （ホテル日航福岡）                                      | 女性（ 中国）                           |
| 92             | 2015年01月02日 17:55〜18:00 | 小川知事 新年のごあいさつ                                             |                                                                      | 小川洋（福岡県知事）                    |
| 93             | 2015年01月10日              | 福岡の中で海外留学!?〜福岡女子大学イングリッシュ・ビレッジ〜          | 福岡女子大学                                                         | 女性（ 中国・新疆ウイグル自治区）       |
| 94             | 2015年01月17日              | 自慢の技術を発表!〜特別支援学校技能発表会〜                           | 福岡県立筑後特別支援学校（筑後市）                                   | 女性（ カザフスタン）                   |
| 95             | 2015年01月24日              | 人の技と自然の力〜福岡のお酒〜                                        | 「萬代」小林酒造本店（糟屋郡宇美町）                                 | 男性（ チェコ）                         |
| 96             | 2015年01月31日              | 大自然の豊かな恵みをあなたに〜ふくおかのジビエ〜                      | 道の駅むなかた ほか（宗像市）                                        | 女性（ 中国）                           |
| 97             | 2015年02月07日              | みんなで守り、育てよう〜森林づくり活動〜                              | 響灘緑地グリーンパーク（北九州市若松区）                             | 男性（ インド）                         |
| 98             | 2015年02月14日              | 地域の安全・安心を守る〜消防団活動〜                                  | 「宗像市消防団 市役所・県総合庁舎合同分団」 結団式会場（宗像市役所） | 女性（ ラトビア、初出）                 |
| 99             | 2015年02月21日              | 電力が見える、暮らしが変わる〜みやまHEMS（ヘムス）プロジェクト〜      | みやま市                                                             | 女性（ ラトビア）                       |
| 100            | 2015年02月28日              | アジアの環境教育に貢献〜国際環境人材育成研修〜                        | 環境教育リーダー育成コースの研修に同行                               | 男性（ 中国）                           |
| 101            | 2015年03月07日              | おいしいお魚あります!〜ふくおかの地魚応援の店〜                       | JF糸島「志摩の四季」（糸島市志摩）                                   | 男性（ インド）                         |
| 102            | 2015年03月14日              | 街も人も華やかに〜福岡のファッション〜                                | 大村美容ファッション専門学校（福岡市中央区）                         | 女性（ ラトビア）                       |
| 103            | 2015年03月21日              | 福岡のものづくりを応援!〜福岡県技能評価認定制度〜                     | トヨタ自動車九州（宮若市）                                           | 男性（ 中国）                           |
| 104 [終]       | 2015年03月28日 14:55〜15:00 | 福岡から新しいビジネスを発信!〜福岡ビジネス・デジタル・コンテンツ賞〜 | 福岡市内                                                             | 女性（ 中国・新疆ウイグル自治区）       |

ローテーション制をとっているが、留学生に関する法制の関係で任期は基本的に半年に限られており、春と秋の改編期にメンバーが入れ替わる（再任の場合もある）。ベトナム人女性は任期満了後も続けて別の留学生が採用されたため、ここでは区別のため「1号」「2号」とする。